# Frączki (Dywity)
Frączki (deutsch Fleming) ist ein Ort in der polnischen Woiwodschaft Ermland-Masuren. Er gehört zur Gmina Dywity (Landgemeinde Diwitten) im Powiat Olsztyński (Kreis Allenstein).

## Geographische Lage
Frączki liegt im Westen der Woiwodschaft Ermland-Masuren, 39 Kilometer südwestlich der einstigen Kreisstadt Rößel (polnisch Reszel) bzw. 18 Kilometer nordöstlich der jetzigen Kreis- und Woiwodschaftsmetropole Olsztyn (deutsch Allenstein).

## Geschichte
Gegründet wurde das damalige Flemingwald (nach 1785 Flemming, nach 1820 Flöming genannt) im Jahre 1358. Damals verlieh Bischof Johann II. Stryprock dem Heinrich Fleming von Wusen Land zur Besiedlung. 1785 wies das königliche Dorf 38 Feuerstellen auf, 1820 waren es 51 Feuerstellen bei 274 Einwohnern.
Im Jahre 1874 kam Fleming zum neu errichteten Amtsbezirk Freudenberg (polnisch Radostowo) im ostpreußischen Kreis Rößel, dem es bis 1945 zugehörte.
601 Einwohner waren im Jahre 1910 in Fleming gemeldet. Ihr Zahl belief sich im Jahre 1933 auf 613 und 1939 auf 632.
Als 1945 in Kriegsfolge das gesamte südliche Ostpreußen an Polen fiel, erhielt Fleming die polnische Namensform „Frączki“. Das Dorf ist heute eine Ortschaft im Verbund der Landgemeinde Dywity (Diwitten) im Powiat Olsztyński (Kreis Allenstein), von 1975 bis 1998 der Woiwodschaft Olsztyn, seither der Woiwodschaft Ermland-Masuren zugehörig. Im Jahre 2021 zählte Frączki 273 Einwohner.

## Kirche

### Römisch-katholisch
Fleming war ein altes Kirchdorf. Die Reformation hatte bei den Einwohnern keinen Erfolg. Die Gemeinde war der römisch-katholischen Konfession zugetan. Im Jahre 1905 wurde der Ort zu einer Pfarrei erhoben mit dem der St. Maria Magdalena gewidmeten Pfarrkirche. Früher dem Dekanat Seeburg (Ostpreußen) (polnisch Jeziorany) zugeordnet gehört die Pfarrei jetzt zum Dekanat Dobre Miasto (Guttstadt) im Erzbistum Ermland. Zur Pfarrei gehört die Filialgemeinde Jesionowo (Eschenau).

### Evangelisch
Bis 1945 war Fleming in die evangelische Kirche Seeburg (Ostpreußen) (polnisch Jeziorany) in der Kirchenprovinz Ostpreußen der Kirche der Altpreußischen Union eingegliedert. Heute gehört Frączki zur Christus-Erlöser-Kirche Olsztyn (Allenstein) in der Diözese Masuren der Evangelisch-Augsburgischen Kirche in Polen.

## Verkehr
Frączki ist von der Woiwodschaftsstraße 593 über Radostowo (Freudenberg) und auch von der Woiwodschaftsstraße 595 über Kronowo ((Groß) Cronau) zu erreichen. Eine Anbindung an den Bahnverkehr besteht nicht.